# غايوس تشارلز
غايوس تشارلز (بالإنجليزية: Gaius Charles)‏ مواليد 2 مايو 1983 في مانهاتن، نيويورك، الولايات المتحدة، هو ممثل أمريكي بدأ مسيرته الفنية عام 2006.

## روابط خارجية
- غايوس تشارلز على موقع IMDb (الإنجليزية)
- غايوس تشارلز على موقع ألو سيني (الفرنسية)
- غايوس تشارلز على موقع أول موفي (الإنجليزية)
- غايوس تشارلز على موقع قاعدة بيانات الأفلام السويدية (السويدية)
- غايوس تشارلز على موقع قاعدة بيانات الفيلم (الإنجليزية)
- غايوس تشارلز على موقع كينوبويسك (الروسية)